# 초신성

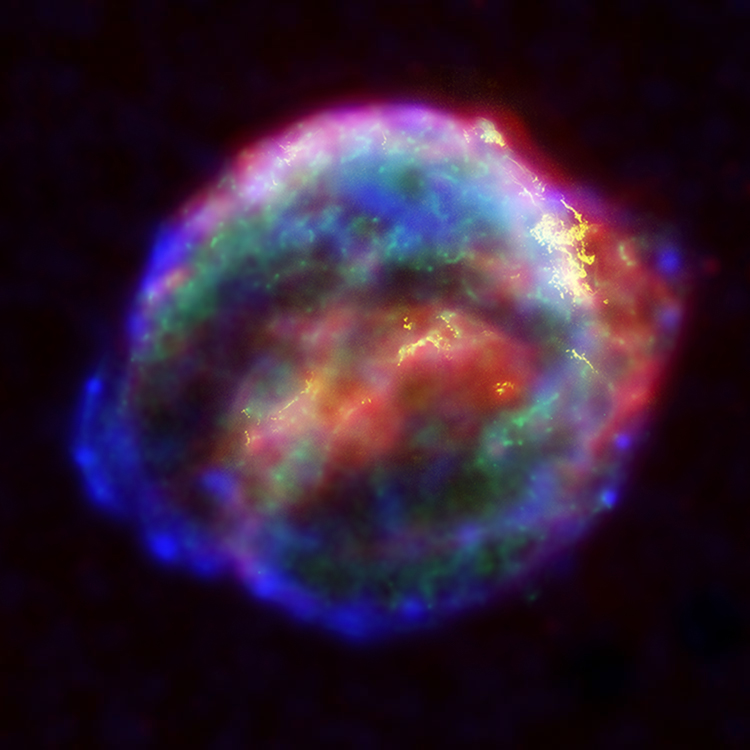
케플러 초신성 SN 1604의 잔해

초신성(超新星, supernova)은 신성(nova)보다 에너지가 큰 항성의 폭발을 의미한다. 초신성은 그 광도가 극도로 높으며 폭발적인 방사선을 일으키기에, 어두워질 때까지 수 주 또는 수 개월에 걸쳐 한 개 은하 전체에 필적하는 밝기로 빛난다. 이 짧은 기간 동안 초신성은 태양이 평생에 걸쳐 발산할 것으로 추측되는 에너지 만큼의 방사선을 방출한다. 폭발의 결과 항성은 구성 물질의 대부분 또는 전체를 토해낸다. 이때 그 속도는 약 30,000 km/s(광속의 약 10%)까지 가속되며, 주위 성간 매질에 충격파를 일으킨다. 충격파가 휩쓸고 간 자리에는 팽창하는 가스와 먼지의 껍질이 남게 되고, 이것을 초신성 잔해라고 부른다.
‘신성’(Nova)이란 ‘새로운’이라는 의미의 라틴어 낱말에서 유래된 것으로, 천구상에 매우 밝은 별이 새로 나타난 것처럼 보이는 것을 칭한 것이며, 접두사 ‘초-’(super-)는 초신성이 광도가 훨씬 떨어지는 보통의 신성과는 구분되는 존재라는 것을 의미한다. ‘초신성’(supernova)이라는 단어는 1931년에 발터 바데와 프리츠 츠비키가 만들어낸 옜 조어이다.
초신성이 생성될 수 있는 방법은 죽은 별에 갑작스러운 핵융합 재점화가 일어나거나, 또는 거대한 별의 중심핵이 붕괴하거나 두 가지가 있다. 별의 시체라고 할 수 있는 백색 왜성이 동반성으로부터 물질을 빼앗아 갈 때, 강착 현상이 일어나거나 아예 동반성과 하나가 되거나 하여, 빼앗은 물질이 충분히 누적되면 백색 왜성의 중심핵 온도가 상승하여 탄소 발화가 일어난다. 그리하여 탄소 핵융합에 불이 붙으면 열 폭주가 일어나 별을 완전히 파열시키게 된다. 또는 질량이 거대한 별의 중심핵이 갑작스러운 중력 붕괴를 일으키고, 그로 인하여 중력 위치 에너지를 발산할 때 역시 초신성 폭발이 일어난다.
우리 은하에서는 케플러 초신성(SN 1604) 이후 초신성이 하나도 발견되지 못했지만, 초신성 잔해들을 살펴보면 우리 은하에서도 한 세기당 평균 약 세 번의 초신성 폭발 사건이 일어나고 있음을 알 수 있다. 초신성은 성간 매질에 질량이 큰 원소의 양을 늘리는 데 결정적인 역할을 한다(핵합성). 뿐만 아니라 초신성 폭발로 인한 충격파는 새로운 별의 형성의 방아쇠 역할을 한다.

## 초신성 관측의 역사

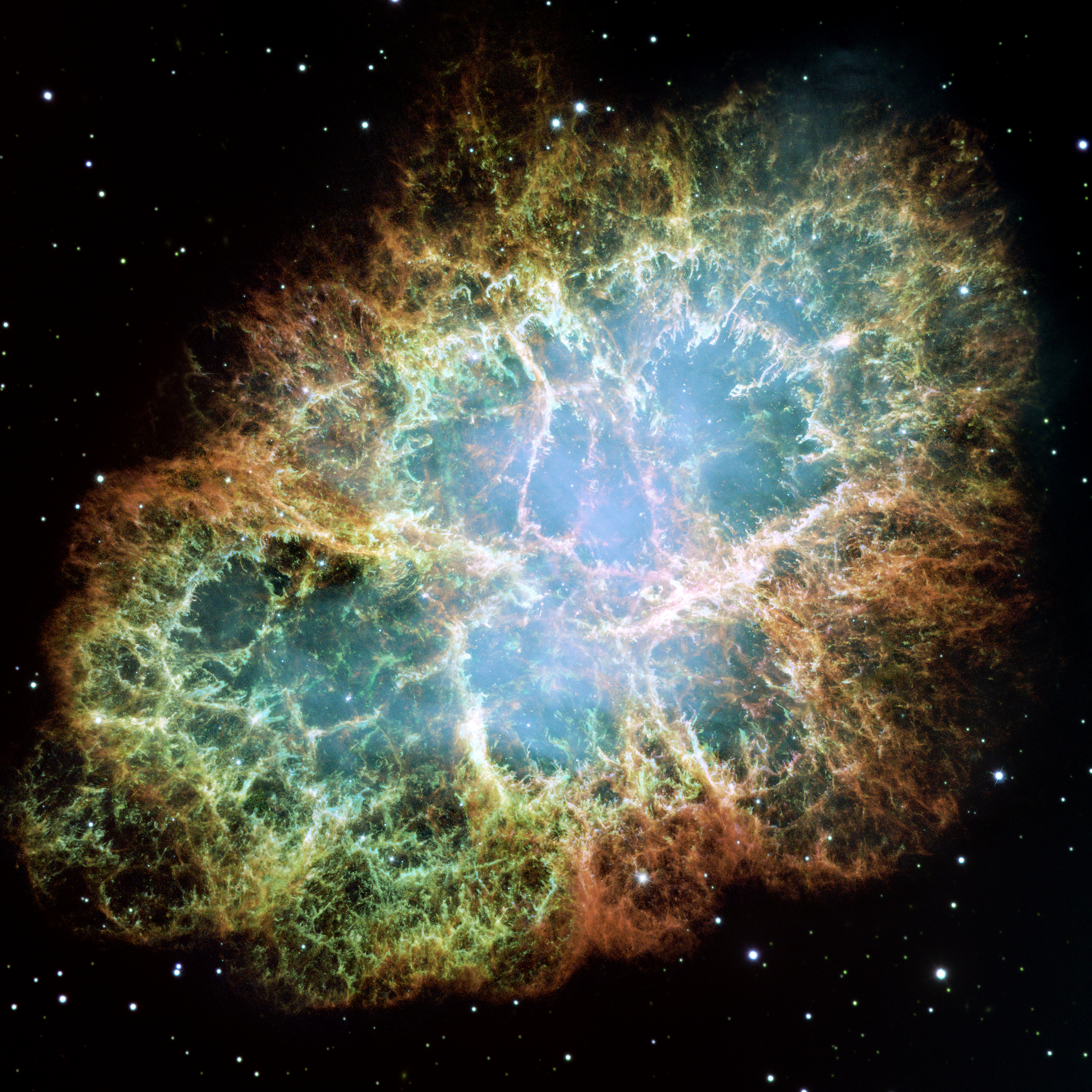
게 성운은 SN 1054와 관련이 있는 펄사 성운이다.

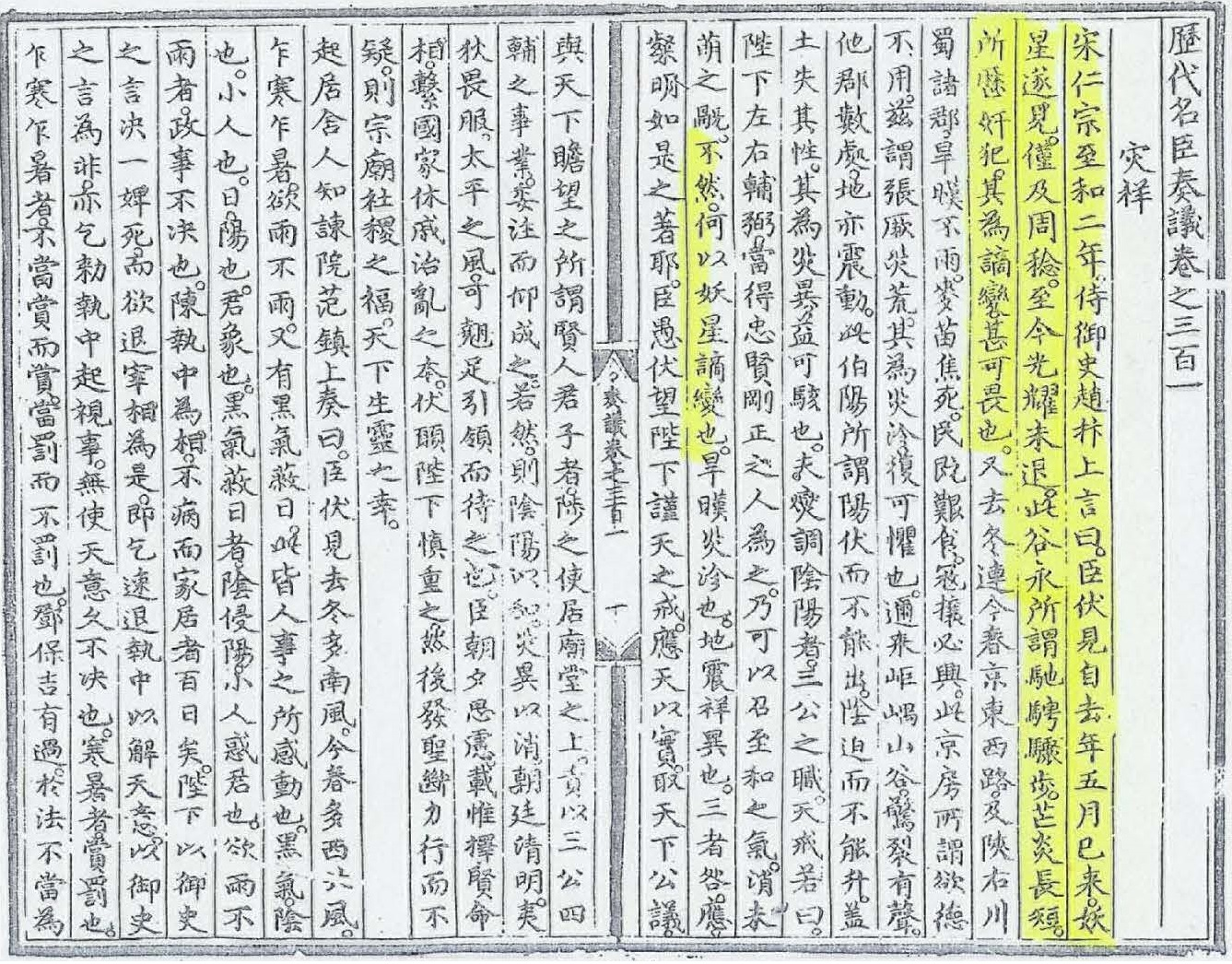
《역대명신주의(歴代名臣奏議)》에 기록된 객성. 강조된 부분이 SN 1054의 밝기에 관한 언급이다.

히파르코스의 붙박이별에 대한 관심이 초신성 관측에 영향을 끼쳤을 수 가 있다(플리니우스에 따름). 최초로 기록된 초신성인 SN 185는 서기력 185년에 중국의 천문학자들이 관측하였다. 기록된 초신성 중 가장 밝은 초신성이었던 SN 1006은 중국과 이슬람 천문학자들이 상세하게 묘사하였다. 세계적으로 널리 관측된 초신성 SN 1054는 게자리 성운을 만들어냈다. 우리 은하에서 육안으로 관측된 가장 최근의 초신성인 SN 1572와 SN 1604는 달과 행성 너머의 우주는 불변하다는 아리스토텔레스적 우주관을 공박하는 증거로 사용됨으로써 유럽 천문학의 발전에 엄청난 영향을 끼쳤다. 카시오페아자리에서 발견된 SN 1572는 튀코 브라헤가 관측하였으며, 동 세대 두 번째 초신성이었던 SN 1604는 요하네스 케플러가 1604년 10월 17일부터 연구하였다.
망원경의 발달에 따라 초신성 발견의 무대는 다른 은하로까지 확장되었으며, 그 시작을 알린 것이 1885년 안드로메다 은하의 안드로메다자리 S(SN 1885A)였다. 초신성은 우주적 단위의 거리 결정에 있어 중요한 정보를 제공한다. 20세기에는 초신성의 여러 가지 형성 모형이 성공적으로 마련되었으며, 항성 형성 과정에 있어 초신성의 역할에 대한 과학자들의 이해 역시 계속해서 증대되고 있다. 미국의 천문학자 루돌프 민코프스키와 프리츠 츠비키는 1941년부터 근대적인 초신성 분류의 계획을 시작하였다.
1960년대에 천문학자들은 초신성의 최대 밝기가 표준촉광으로 사용될 수 있으므로 천문학적 단위의 지표가 될 수 있다는 것을 발견했다. 가장 멀리 떨어진 초신성들 중 일부를 최근 관찰한 결과 예상보다 어두운 것이 확인되었다. 이것은 우주의 팽창이 가속되고 있다는 관점을 뒷받침한다. 관측된 바 없는 초신성 폭발을 재구성하기 위한 기술이 개발되었다. 카시오페아자리 A의 초신성 폭발시기는 성운에 반사된 빛 메아리를 통해, 초신성 잔해 RX J0852.0-4622의 시기는 온도 측정과 티타늄 44의 방사능 붕괴로 인해 발생하는 감마선을 통해 추산할 수 있었다. 2009년에는 과거 초신성 폭발과 일치하는 시기의 남극의 얼음 침전물 속에서 질산염이 발견되었다.

## 초신성의 발견

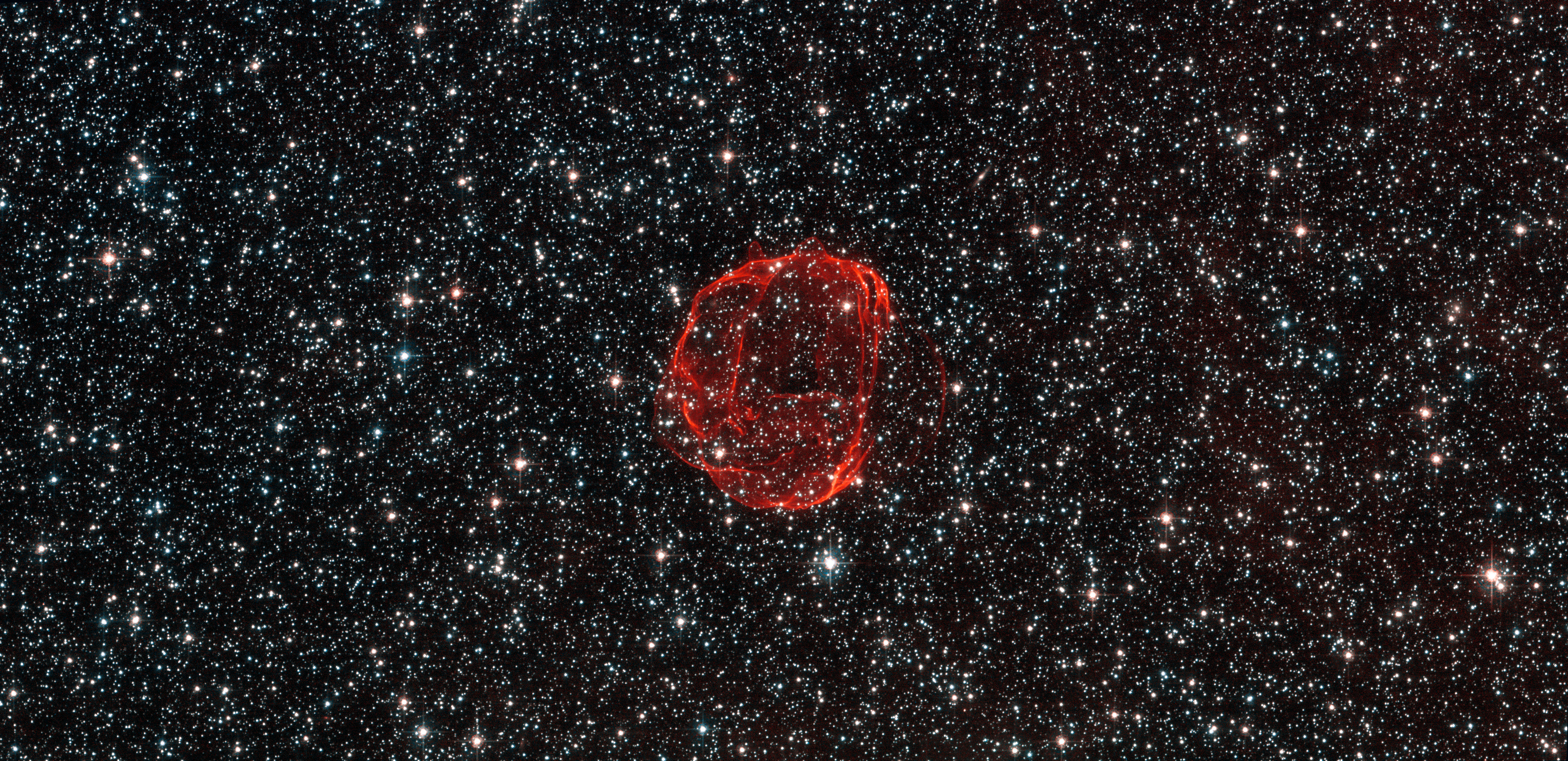
별이 사라지고 남은 초신성 잔해.

처음에는 단순히 신성의 새로운 범주에 대한 것이라고 생각된 초기 작업은 1930년대에 윌슨 산 천문대의 발터 바데와 프리츠 츠비키가 수행하였다. ‘초 신성’(super-novae; novae는 nova의 복수형)이라는 이름이 1931년에 캘리포니아 공과대학교에서 바데와 츠비키가 진행한 강의에서 처음 사용되었고 1933년 미국 천문학회 회합 때 공개적으로 사용되었다. 1938년쯤에는 super와 novae 사이의 하이픈(-)이 사라지고, 현재의 ‘초신성’(supernova)라는 단어가 사용되게 되었다. 초신성은 우리 은하에서는 약 50년에 한 번 꼴로 발생하는, 은하계에서 상대적으로 드문 사건이기 때문에 연구를 위한 초신성 표본의 획득은 다수의 은하에 대한 정기적 감시를 필요로 한다.
다른 은하에서 발생하는 초신성을 미리 예측할 수 있는 유의미한 방법은 없다. 보통 초신성이 발견되었을 때는 이미 진행 중인 상태이다. 거리 측정에 사용하기 위한 표준촉광 등과 같은 초신성에 대한 과학적 관심의 대부분은 그 밝기가 절정에 달했을 때의 관측값을 필요로 한다. 따라서 초신성이 최대 밝기에 이르기 전에 찾아내는 것이 중요하다. 천문학 전문가들을 수적으로 훨씬 뛰어넘는 아마추어 천문학자들 역시 광학 망원경을 이용해 가까운 은하를 살피고 이전의 사진과 대조하는 방식으로 초신성 탐색에 중요한 역할을 하고 있다.
20세기 말이 되면 천문학자들은 컴퓨터로 조종되는 망원경과 전하결합소자를 이용하여 초신성을 탐색하게 된다. 이런 시스템은 아마추어들 사이에도 인기가 있으며 카츠먼 자동화상 망원경과 같은 전문가용 설비도 설치되어 있다. 최근에는 초신성 조기 경보 시스템(SNEWS) 프로젝트에서 우리 은하의 초신성에 대한 조기 경보를 제공하기 위해 중성미자 검출기 네트워크를 사용하기 시작했다. 중성미자는 초신성이 폭발할 때 대량 생산되는 아원자 입자인데 은하 원반의 성간 가스와 먼지에 많이 흡수되지 않는다.
초신성 탐색은 두 가지 유형으로 나뉜다. 비교적 가까이서 일어나는 사건에 집중하는 유형과 보다 멀리서 발생한 폭발을 추적하는 유형이 그것이다. 우주의 팽창으로 인하여, 멀리 떨어진 천체의 방출 스펙트럼이 밝혀져 있을 때, 그 천체까지의 거리는 그 도플러 편이(또는 적색편이)를 측정함으로써 추산할 수 있다. 평균적으로, 멀리 떨어진 천체가 가까이 있는 천체보다 훨씬 큰 속도로 멀어지며, 더 큰 적색편이를 보인다. 고로 초신성 탐색은 큰 적색편이와 작은 적색편이로 나뉘며, 그 경계가 되는 수치는 적색편이 범위 z = 0.1 ~ 0.3 정도이다. 여기서 z는 스펙트럼의 진동수 편이를 무차원 측정한 것이다.
큰 적색편이 초신성 탐색에서는 대개 초신성 광도곡선의 관찰이 동원된다. 이런 초신성들은 허블 도표를 작성하기 위한 표준촉광 또는 보정촉광으로서 유용하며 우주적 단위의 예측을 할 수 있게 해 준다. 한편, 초신성의 물리적 성질과 환경을 연구할 때 사용되는 초신성 분광분석은 적색편이가 큰 초신성보다는 적색편이가 작은 초신성에서 보다 타당한 연구방법이다. 또한 적색편이가 작은 초신성 관측은 허블 곡선(눈에 보이는 은하의 적색편이에 대한 거리를 나타낸 그래프)의 가까운 쪽 끝을 정할 수 있게 해 준다. (허블의 법칙도 참조)

## 초신성 명명의 관례

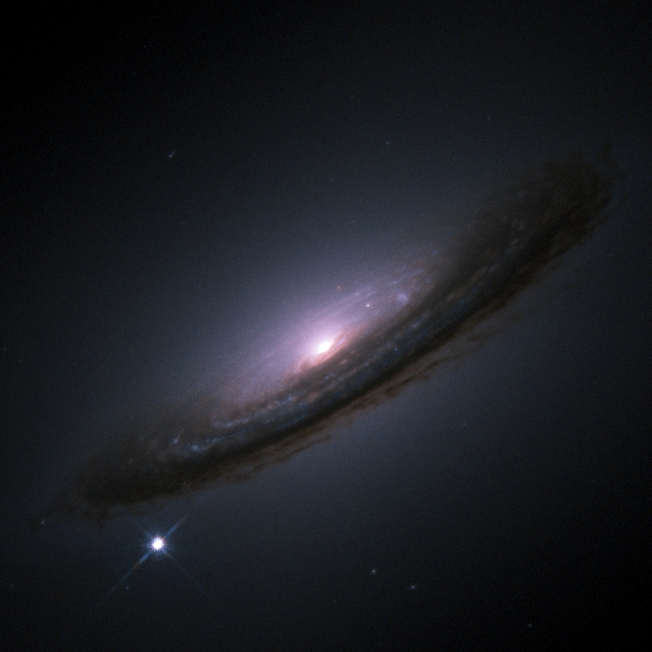
NGC 4526 은하에서 발생한 Ia형 초신성 SN 1994D
(왼쪽 아래 밝은 점).

초신성 발견은 국제천문연맹(IAU)의 중앙천문전보국(CBAT)에 보고된다. 그러면 CBAT는 그 초신성에 지정된 이름을 회람을 통해 발송한다. 이름에는 우선 초신성을 의미하는 SN 표시 뒤에 발견 연도를 붙이며, 꼬리에 한 글자 또는 두 글자의 지정 번호가 붙는다. 그 해 먼저 발견된 초신성 26 개에는 대문자 A에서 Z까지가 지정되며, 그 이후로는 소문자 두 개를 붙인 aa, ab 등이 사용된다. 예컨대 SN 2003C는 2003년에 발견된 세 번째 초신성에 부여되는 이름이다. 2005년의 마지막 초신성은 SN 2005nc이며, 여기서 2005년에 초신성이 367 개 발견되었음을 알 수 있다. 2000년 이후, 전문가 천문학자들과 아마추어 천문가들은 매년 수백 개의 초신성을 발견하고 있다(2007년에 572개, 2008년에 261개, 2009년에 390개).
옛날에 발견된 초신성에는 그냥 단순히 연도만 붙인다. SN 185, SN 1006, SN 1054, SN 1572(튀코 초신성), SN 1604(케플러 초신성)이 그러하다. 연도에 문자를 덧붙이는 명명법은 1885년부터 사용되기 시작했으며, 그 해 발견된 초신성이 하나뿐이라도 문자를 덧붙인다(SN 1885A, SN 1907A, 등). 그 해 발견된 초신성이 하나뿐이었던 가장 최근의 사례는 SN 1947A이다. 1987년까지는 두 글자짜리 문자가 드물게 사용되었지만, 그 이후로는 매년 사용될 정도로 초신성이 많이 발견되고 있다. 최근에 발견된 초신성은 SN 2018ivc이다.

## 분류
초신성을 이해하기 위한 시도의 일환으로, 천문학자들은 초신성의 광도곡선과, 초신성의 천체분광학적 분석 결과 스펙트럼에 나타나는 서로 다른 화학 원소의 흡수선에 따라 초신성을 분류하였다. 분류를 위해 가장 먼저 사용되는 것은 수소로 인해 나타나는 선의 존재 유무이다. 초신성의 스펙트럼에 수소선(스펙트럼의 가시광선 부분에서는 특히 발머선이라고도 한다)이 나타난다면, 그 초신성은 II형 초신성으로 분류되고, 그렇지 않은 초신성은 I형 초신성으로 분류된다. 두 개의 대분류는 다른 원소의 유무 또는 광도곡선(시간에 따른 초신성의 실시등급의 그래프)의 모양에 따라 세분화된다.
| I형 초신성 수소선 없음  | Ia형 초신성 615.0 나노미터 지점에 전리규소선(Si II) 하나 존재 | Ia형 초신성 615.0 나노미터 지점에 전리규소선(Si II) 하나 존재 | Ia형 초신성 615.0 나노미터 지점에 전리규소선(Si II) 하나 존재 | Ia형 초신성 615.0 나노미터 지점에 전리규소선(Si II) 하나 존재            | 열폭주      | 열폭주 | 열폭주 | 열폭주 |
| I형 초신성 수소선 없음  | Ib형 및 Ic형 초신성 규소 흡수선이 미약하거나 아예 없음        | Ib형 초신성 587.6 나노미터 지점에 중성헬륨선(He I) 하나 존재  | Ib형 초신성 587.6 나노미터 지점에 중성헬륨선(He I) 하나 존재  | Ib형 초신성 587.6 나노미터 지점에 중성헬륨선(He I) 하나 존재             | 중심핵 붕괴 |        |        |        |
| I형 초신성 수소선 없음  | Ib형 및 Ic형 초신성 규소 흡수선이 미약하거나 아예 없음        | Ic형 초신성 헬륨선 미약 또는 아예 없음                        |                                                               |                                                                          | 중심핵 붕괴 |        |        |        |
| II형 초신성 수소선 존재 | II-P/L/N형 초신성 폭발 내내 II형 스펙트럼                     | II-P/L형 초신성 좁은선 없음                                   | II-P/L형 초신성 좁은선 없음                                   | II-P형 초신성 광도곡선에서 "안정기"(plateau)가 나타남.                   | 중심핵 붕괴 |        |        |        |
| II형 초신성 수소선 존재 | II-P/L/N형 초신성 폭발 내내 II형 스펙트럼                     | II-P/L형 초신성 좁은선 없음                                   | II-P/L형 초신성 좁은선 없음                                   | II-L형 초신성 광도곡선에서 "선형" 감소가 나타남(시간에 대한 광도가 1차). | 중심핵 붕괴 |        |        |        |
| II형 초신성 수소선 존재 | II-P/L/N형 초신성 폭발 내내 II형 스펙트럼                     | IIn형 초신성 다소의 좁은선                                    |                                                               |                                                                          | 중심핵 붕괴 |        |        |        |
| II형 초신성 수소선 존재 | IIb형 초신성 스펙트럼이 Ib형 초신성처럼 변화함                |                                                               |                                                               |                                                                          | 중심핵 붕괴 |        |        |        |

### I형 초신성
I형 초신성은 스펙트럼에 근거하여 세분되며, 스펙트럼에 전리규소선이 두드러지게 나타나는 것을 Ia형 초신성이라 한다. 그렇지 않은 I형 초신성은 Ib형과 Ic형으로 분류된다. Ib형 초신성의 스펙트럼에서는 중성헬륨선이 두드러지게 나타나는 한편, Ic형 초신성은 그렇지 않다. 대체로 Ia형 초신성이 절정 때의 밝기가 더 밝지만, 광도곡선은 다 비슷하게 생겼다. I형 초신성의 분류에서 광도곡선은 크게 중요하지 않다.
소수의 Ia형 초신성이 비표준적인 광도 또는 퍼진 광도곡선 등의 이례적인 특징을 나타내기도 한다. 일반적으로, 이러한 특이한 초신성은 그러한 특징이 처음으로 관측된 초신성 사례의 이름을 따서 분류된다. 예컨대 광도가 낮은 SN 2008ha은 SN 2002cx형(SN 2002cx-like) 또는 Ia-2002cx형이라고 부른다.

### II형 초신성

II-P형과 II-L형 초신성을 분류하기 위해 광도곡선이 이용된다.

II형 초신성 역시 스펙트럼을 근거로 세분 된다. 대부분의 II형 초신성은 매우 넓은 방출선을 나타내지만(이것은 팽창 속도가 초속 수천 킬로미터에 달한다는 것을 의미한다), SN 2005gl 등 일부는 스펙트럼이 상대적으로 좁다. 이러한 일부를 IIn형 초신성이라고 한다. n이란 narrow, 즉 ‘좁다’는 것을 의미한다.
SN 1987K나 SN 1993J 등은 유형이 변하는 것처럼 보인다. 이 초신성들은 처음에는 수소선이 나타나지만, 수 주에서 수 개월이 지나면 헬륨선이 두드러져 수소선이 가려지게 된다. 이것들을 IIb형 초신성이라 하며, II형과 Ib형에서 일반적으로 나타나는 특징들의 조합이 나타난다는 것을 드러나는 명칭이다.
넓은 수소선이 두드러지는 일반적인 스펙트럼의 II형 초신성은 광도곡선에 의거하여 다시 나뉜다. 가장 흔한 유형은 밝기가 절정에 달하고 난 직후에 광도곡선상에 수 개월 동안 실시 광도가 상대적으로 일정한 "안정기"(plateau) 구간이 나타난 이후 밝기가 감소한다. 이 유형의 초신성을 II-P형 초신성이라고 한다. P란 plateau를 가리키는 것이다. 보다 덜 흔한 유형을 II-L형 초신성이라고 하며, 이 초신성은 안정기가 없고 절정 이후 쭉 밝기가 감소한다. L이란 linear, 즉 ‘선형’이라는 뜻이다. 단, 광도곡선이 실제로 직선의 형태를 하고 있지는 않다.
일반적인 분류 체계에 들어맞지 않는 초신성은 특이(peculiar) 또는 줄여서 'pec'로 지정된다.

## 현재의 초신성 이론

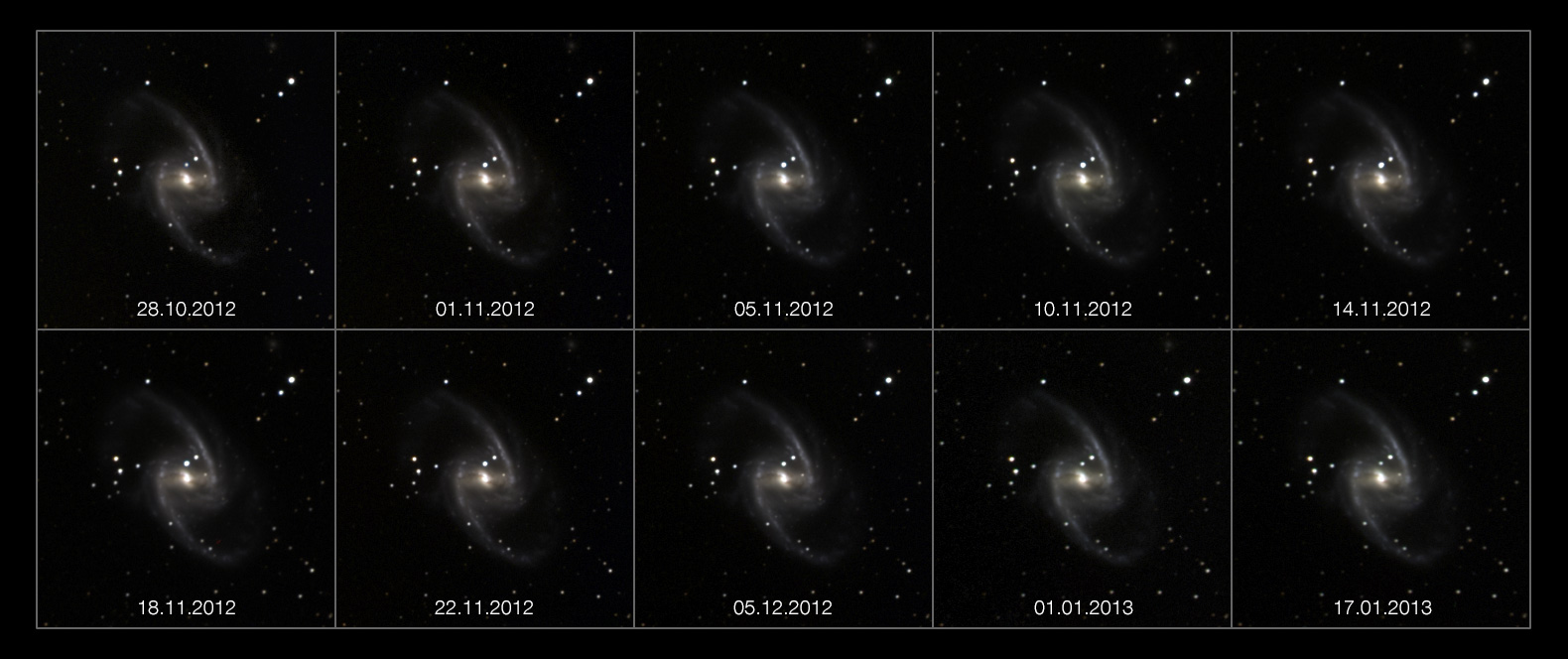
NGC 1365 은하에서 발생한 초신성 폭발의 갑작스러운 광도 증가와 느린 밝기 감소를 차례대로 나타낸 것.

전술한, 천문학자들이 부여한 초신성 유형 코드는 사실상 분류학적이다. 유형 번호는 관측된 초신성의 빛에 의해 결정되는 것이며, 그 발생 원인을 설명해 준다고 할 수 없다. 예컨대 Ia형 초신성은 찌꺼기 별인 백색 왜성이 원형별이며, 백색 왜성에서 핵융합 열폭주가 일어나서 발생하는 반면, 스펙트럼상 유사한 Ib형과 Ic형 초신성은 막대한 질량의 울프-레이에별이 원형별이며, 그 원형별의 중심핵이 중력 붕괴하여 발생한다. 후술할 내용에서는 현재 초신성에 대해 가장 타당한 해석이라고 천문학자들에 의해 판단되는 바를 요약하도록 한다.

### 열 폭주

Ia형 초신성의 형성 과정.

동반성의 물질을 털어먹던 백색 왜성에 충분한 물질이 누적되면(강착 또는 아예 합병을 통해), 탄소발화로 인해 탄소 핵융합이 일어날 수 있을 정도로 중심핵의 온도가 높아진다. 그렇게 되면 백색 왜성의 핵융합은 열폭주를 일으키고, 별은 완전히 파괴된다. 이 유형의 초신성 폭발은 항상 거의 같은 질량에 유사한 화학조성의 별들이 폭발하여 일어나므로, Ia형 초신성의 성질은 매우 균일하며 은하간 거리를 가늠하는 표준촉광으로서 유용하다. 성질의 점진적 변화, (적색편이가 큰 초신성의 경우) 변칙적인 빛의 진동수, 그리고 광도곡선과 스펙트럼에서 드러나는 근소한 밝기 차이 등을 보정하기 위한 약간의 교정이 필요하다.

#### 일반적인 Ia형 초신성
이 유형의 초신성이 발생할 수 있는 여러 가지 방법이 있지만, 모두 한 가지 근본적인 메커니즘을 공유한다. 탄소-산소 백색 왜성이 충분한 물질을 강착하여 약 1.44 태양질량의 찬드라세카르 한계에 도달하면(별이 자전하지 않을 경우), 별은 더 이상 전자 축퇴압을 통해 플라스마 대부분을 유지할 수 없게 되고, 결국 붕괴하기 시작한다. 하지만 현재의 관점에 의하면 이 한계는 그냥 도달하는 것이 아니다. 항성이 한계까지 다다를 때(액 1% 이내까지), 중심핵의 온도와 밀도 증가가 탄소 핵융합을 탄소발화시켜야 붕괴가 시작된다.
이 유형의 초신성 형성의 모델은 닫힌 쌍성계이다. 쌍성계를 이루는 두 별 중 더 큰 별이 먼저 주계열을 벗어나 적색 거성으로 팽창한다. 이때 상호 공전 궤도가 쭈그러들기 때문에 두 별은 외피층을 공유하게 된다. 그리고 적색 거성은 외피층 대부분을 내뿜으며, 더 이상 핵융합이 불가능해질 때까지 질량을 상실한다. 이 시점에서 적색 거성은 주로 탄소와 산소로 이루어진 백색 왜성이 된다. 그리고 또다른 별 역시 언젠가는 주계열을 벗어나 적색 거성으로 진화하게 된다. 새로운 적색 거성의 물질이 백색 왜성으로 빨려들어가 강착되고, 그로 인해 백색 왜성의 질량이 증가한다. 이 기본적인 이론 얼개는 광범위한 지지를 받고 있지만, 초신성이 시작되고 그 안에서 충원소가 생성되는 정확한 세부 사항은 아직까지 불확실하다.
몇 초 이내로, 백색 왜성을 구성하는 물질의 상당량이 핵융합을 일으켜, 별의 속박을 풀고 초신성 폭발을 일으키기에 충분한 에너지(1 ~ 2 × 1044 줄)를 방출한다. 별 외부로 팽창하는 충격파가 생성되고, 항성의 구성 물질은 대략 초속 5,000 ~ 20,000 킬로미터의 속도, 또는 광속의 약 3%에 도달하게 된다. 동시에 밝기 역시 상당히 증가하며, 이 빛은 니켈 56이 코발트 56으로 변한 뒤 다시 철 56이 되는 방사성 감쇠를 통해 발생하는 것이다. 그 절대등급이 -19.3(태양의 밝기의5×108배)에 이르는데, 이 수치에는 변화가 거의 없다. 즉, 일반적인 Ia형 초신성의 광도곡선에서 밝기의 최댓값은 매우 균일하다. 때문에 Ia형 초신성은 이차적인 표준촉광으로 사용되어, 그 초신성이 발생한 은하까지의 거리를 잴 수 있다.

#### 비표준 Ia형 초신성
Ia형 초신성 폭발의 발생에 관한 또다른 모형은 합질량이 금방 찬드라세카르 한계를 넘어서는 두 백색왜성의 병합을 수반한다. 이 유형의 폭발에는 많은 변동이 있고, 대부분의 경우 초신성 폭발이 아닐 수 있지만, 이들이 일반적인 Ia형 초신성보다 넓고 낮은 광도곡선을 가질 것이 예측되었다.
비정상적으로 밝은 Ia형 초신성들은 아마 비대칭에 의해 질량이 더 커졌을, 백색왜성이 찬드라세카르의 한계보다 큰 질량을 가지고 있을 때로 예측되었다. 여기서 방출된 물질은 일반적인 운동에너지보다 더 적은 에너지를 가질 것이다.
비표준 Ia형 초신성에 관한 공식적인 하위분류는 없다. 백색왜성으로 헬륨이 강착될 때 발생하는 저광도(sub-luminous) 초신성의 유형은 Iax형으로써 분류되어야할 것으로 발표되었다. 이 유형의 초신성은 항상 완전히 파괴되는 원형 백색왜성이 아닐 것이다.

### 중심핵 붕괴

중심핵 붕괴를 일으키기 직전인, 거대한 늙은 별의 양파 껍질 같은 층상구조(축척 정확치 않음).

질량이 막대한 항성이 어느 순간 핵융합이 불가능해져 자체 중력을 감당할 수 없게 되면, 그 중심핵이 붕괴하게 된다. 이 중심핵 붕괴는 Ia형 초신성을 제외한 다른 모든 초신성의 발생 원인이다. 붕괴로 인해 항성의 외부층이 맹렬하게 방출되고, 그 결과 초신성이 형성된다. 또는 중력 위치 에너지의 방출이 불충분하여, 에너지를 덜 복사하는 대신 붕괴의 결과 블랙홀이나 중성자별이 되기도 한다.
중심핵 붕괴는 여러 가지 서로 다른 기작을 통하여 일어날 수 있으며, 그러한 기작으로는 찬드라세카르 한계 초과, 전자 포획, 쌍불안정, 광붕괴 등이 있다. 거대한 별이 철질 핵을 형성하여 찬드라세카르 질량을 넘어서면, 더 이상 전자 축퇴압으로 스스로를 유지하지 못하고 중성자별 또는 블랙홀으로 붕괴한다. 축퇴된 산소/네온/마그네슘 핵에서 마그네슘이 전자를 포획하여 중력 붕괴를 일으키고 뒤이어 폭발적인 산소 핵융합이 일어남으로써 유사한 결과가 발생한다. 헬륨 이후 핵융합을 하는 거대한 핵에서 전자-양전자 쌍생성이 일어나면 별이 열역학적으로 유지될 수 없게 되고, 우선 붕괴가 일어난 뒤 핵융합 폭주가 일어나 쌍불안정형 초신성을 형성한다. 충분히 크고 뜨거운 항성핵은 직접 광붕괴를 일으킬 수 있을 정도로 강력한 감마선을 발생시킬 수 있으며, 이러한 감마선은 핵의 완벽한 붕괴를 초래한다.
이하 표는 현재까지 밝혀진 거대 항성의 중심핵 붕괴 원인과, 그것이 발생하는 항성 유형, 그로 인해 형성되는 초신성 유형, 그리고 초신성 이후 남게 되는 잔해를 정리한 것이다. 여기서 금속성이란 태양과 비교한, 수소와 헬륨을 제외한 원소들의 비율이다. 초기 질량은 초신성이 일어나기 전의 항성의 질량이며, 태양질량의 배수로 나타내었다. 다만 초신성 폭발 당시의 질량은 이것보다 훨씬 낮아질 수 있다. 표에 IIn형 초신성은 나타내지 않았다. IIn형 초신성은 다양한 원형 별이 다양한 유형의 붕괴를 일으켜 생성될 가능성이 있으며, 어쩌면 Ia형 백색 왜성 재점화에 의해서도 생성될 수 있는 것 같다. 다만 대부분의 IIn형 초신성은 매우 밝은 초거성 또는 극대거성(밝은청색변광성 포함)의 철핵 붕괴로 인해 생성되는 것으로 보인다. IIn형의 명칭의 유래가 된(상술 참조) 스펙트럼 좁은선은, 이 초신성이 별주위의 작고 자욱한 물질구름 속으로 팽창하기 때문에 발생한다.
| 붕괴의 원인                           | 원형 별의 대략적 초기 질량  | 초신성 유형                                        | 잔해                                                        |
| ------------------------------------- | --------------------------- | -------------------------------------------------- | ----------------------------------------------------------- |
| 산소+네온+마그네슘 축퇴핵의 전자 포획 | 9 ~ 10                      | 어두운 II-P                                        | 중성자별                                                    |
| 철핵 붕괴                             | 10 ~ 25                     | 어두운 II-P                                        | 중성자별                                                    |
| 철핵 붕괴                             | 25 ~ 45, 태양 이하의 금속성 | 일반적 II-P                                        | 우선 중성자별, 그 뒤 물질이 중성자별에 누적되어 블랙홀이 됨 |
| 철핵 붕괴                             | 25 ~ 45, 매우 높은 금속성   | II-L 또는 II-b                                     | 중성자별                                                    |
| 철핵 붕괴                             | 45 ~ 90, 낮은 금속성        | 초신성 없음                                        | 블랙홀                                                      |
| 철핵 붕괴                             | ≥45, 태양 수준의 금속성     | 어두운 Ib/c, 또는 감마선 폭발 극초신성             | 우선 중성자별, 그 뒤 물질이 중성자별에 누적되어 블랙홀이 됨 |
| 철핵 붕괴                             | ≥45, 매우 높은 금속성       | Ib/c                                               | 중성자별                                                    |
| 철핵 붕괴                             | ≥90, 낮은 금속성            | 초신성 없음, 감마선 폭발 가능성                    | 블랙홀                                                      |
| 쌍불안정                              | 140 ~ 250, 낮은 금속성      | II-P, 가끔 극초신성, 감마선 폭발 가능성            | 잔해 없음                                                   |
| 광붕괴                                | >250, 낮은 금속성           | 초신성 없음(또는 밝은 초신성?), 감마선 폭발 가능성 | 태양질량 10배 이상의 블랙홀                                 |

거대한 늙은 별에서,
ⓐ 양파 같은 원소의 층상구조가 핵융합하여 철핵을 형성하고
ⓑ 그 질량이 찬드라세카르 한계에 도달하여 붕괴하기 시작한다. 중심핵의 안쪽 부분은 압축되어 중성자가 밀집되고
ⓒ 내부로 유입되던 물질은 되튕겨
ⓓ 바깥으로 전파되는 충격파 전면(빨간색)을 형성한다. 충격파는 멎기 시작하다가
ⓔ 중성미자 상호작용 등의 과정에 의해 도로 되살아난다.
ⓕ 주위 물질이 뿜어져 나가고 축퇴된 잔해만 남는다.

항성 중심핵이 더 이상 스스로의 중력을 이겨내지 못할 지경이 되면, 스스로 내부를 향해 붕괴하는데 이때 속도는 초속 70,000 킬로미터(광속의 23%)에 이르며, 그로 인해 온도와 밀도가 급속도로 상승한다. 그 다음 일어날 일은 별의 질량과 붕괴하는 중심핵의 구조에 의해 결정된다. 질량이 작은 축퇴핵은 중성자별을 형성하고, 질량이 큰 축퇴핵은 대부분 완전히 붕괴하여 블랙홀이 된다. 그리고 축퇴핵이 아닌 경우에는 핵융합 폭주가 일어난다.
축퇴핵의 최초 붕괴는 베타 붕괴나 광붕괴, 전자 포획으로 인해 가속된다. 이러한 기작은 전자 중성미자의 폭발적 생성을 초래한다. 밀도가 상승하면서 중성미자가 중심핵 속에 붙잡히기 때문에 중성미자 방출은 중단된다. 중심핵의 안쪽 부분의 직경은 약 30 킬로미터 정도가 되고, 그 밀도는 원자핵의 그것과 비견될 정도가 된다. 중성자 축퇴압이 붕괴를 막으려고 하는데, 중심핵 질량이 15 태양질량을 초과하면 중성자 축퇴압이 붕괴를 견뎌내지 못하고, 초신성 폭발 없이 바로 블랙홀을 형성한다.
질량이 작은 중심핵에서는 붕괴가 중단되고, 초기온도 약 1천억 켈빈(태양 중심핵 온도의 6000배)의 중성자 핵이 형성된다. '뜨거운'(Thermal) 중성미자는 모든 플레이버에서 중성미자-반중성미자 쌍을 이루어, 총 수가 전자포획 중성미자 수(number)의 몇 배가 된다. 약 1046 줄, 항성의 잔여 질량의 대략 10%가 10초간 중성미자의 폭발(본 사건의 주요 생산물인)로 전환된다. 중단되었던 중심핵 붕괴가 갑자기 되살아나고, 수 밀리초 이내로 멎을 충격파를 발생시킨다. 충격파는 중심핵 바깥쪽 부분에서 중원소가 전리되어 에너지를 잃음으로써 멎게 된다. 그리고 현재로서는 명확하게 밝혀지지 않은 어떤 과정이 필수적으로 작용하여 중심핵의 바깥 층이 중성미자 진동(pulse)으로부터 약 1044 줄(1 포에)의 에너지를 재흡수하고, 그리하여 눈에 보이는 폭발을 일으킨다. 단, 이것 외에도 폭발의 원동력을 설명하는 다른 이론은 존재한다.
이렇게 형성된 중성자별 위로 외피층의 물질 일부가 떨어질 수 있는데, 중성자별에 8 태양질량 이상의 물질이 누적되면 다시금 붕괴하여 블랙홀을 형성할 수 있다. 이렇게 누적된 물질은 폭발의 운동에너지 또는 방출되는 방사능 물질의 양을 줄일 수 있지만, 어떤 상황에서는 감마선 폭발이나 이례적으로 밝은 초신성의 결과로 상대론적 제트를 형성할 수도 있다.
축퇴핵이 아닌 중심핵이 붕괴를 일으키면 추가적인 핵융합이 일어난다. 쌍불안정에 의해 중심핵 붕괴가 일어났을 때, 산소 핵융합이 시작되고 붕괴가 중단될 수 있다. 핵질량이 40 ~ 60 태양질량 이상일 경우, 붕괴가 중단되고 별은 말짱히 남지만, 더 큰 핵이 형성될 경우 핵붕괴는 다시 일어난다. 핵질량이 약 60 ~ 130 태양질량일 경우, 산소와 그보다 무거운 원소들의 핵융합이 너무 격렬하여 별 전체가 갈갈이 찢어져 초신성이 폭발한다. 질량범위의 상한 정도에서는, 태양질량의 수 배 상당의 니켈 56이 방출되어 초신성이 이례적으로 밝고 또 극도로 오래 지속된다. 핵질량이 그보다도 큰 경우에는 광붕괴가 일어날 정도로 핵온도가 높아지고, 핵은 완전히 붕괴하여 블랙홀이 된다.

#### II형 초신성

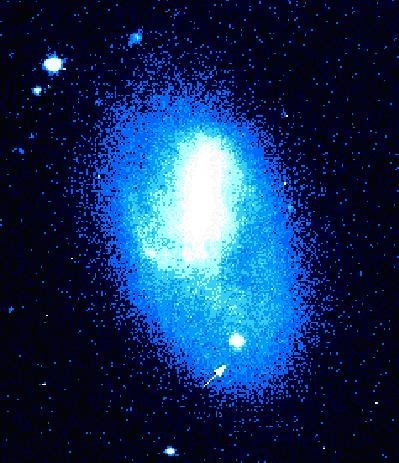
이례적으로 덜 밝은 II형 초신성 SN 1997D.

처음 질량이 태양의 7배 이하인 별들은 탄소를 융합하지 못하고, 늙어서는 대기층을 상실하여 백색 왜성이 된다. 질량이 최소 10 태양질량인 별은 복잡한 방법으로 진화하여, 중심핵 속 온도가 더 뜨거운 곳에서 더 무거운 원소를 꾸준히 계속 태우게 된다. 별의 내부는 양파처럼 층을 이루게 되고, 큰 껍질에서는 보다 융합하기 쉬운 원소들의 연소가 일어난다. 흔히 이 상태를 철핵을 가진 양파 구조로 설명하지만, 가장 질량이 작은 축의 초신성 원형 별은 산소-네온(-마그네슘) 핵을 가지고 있을 뿐이다.(9 ~ 10 태양질량) 이 별들을 점근거성열성이라고 하며, 이 별들이 중심핵 붕괴 초신성의 대부분을 형성할 것으로 생각된다. 하지만 이 초신성들은 보다 무거운 원형 별이 형성한 초신성에 비해 덜 밝고 관측도 덜 된다.
초거성이 중심핵 붕괴를 일으킬 때, 아직 수소 외피층을 가지고 있으면 그 결과 II형 초신성이 형성된다. 밝은 별의 질량 손실률은 금속성과 밝기에 의해 결정된다. 태양 수준의 금속성에, 극도로 밝은 별은 중심핵 붕괴가 일어나기 전에 수소 외피층을 몽땅 소실하게 되고, II형 초신성을 형성하지 않는다. 금속성이 낮은 경우엔, 별이 수소 외피층을 가진 채로 중심핵 붕괴에 다다르지만, 눈에 보이는 초신성을 만들어내지 않고 곧바로 블랙홀로 짜부라든다.
처음 질량이 태양의 약 90배 이상인 별, 또는 그보다 약간 작고 금속성이 높은 별은 가장 흔하게 관측되는 유형인 II-P형 초신성을 형성할 것으로 생각된다. 중간 정도 ~ 높은 금속성을 가졌을 경우, 별이 항성의 질량 범위의 상한에 육박할 정도이면, 중심핵 붕괴가 일어날 때쯤이면 수소 외피층의 대부분을 상실한 상태로, II-L형 초신성이 된다. 금속성이 매우 낮고, 질량이 140 ~ 250 태양질량인 별은 수소 외피층과 산소 중심핵을 가진 채로 쌍불안정에 의한 중심핵 붕괴가 일어난다. 그 결과 II형의 특징을 나타내되, 니켈 56이 대량으로 방출되고 매우 밝은 초신성이 형성된다.

#### Ib형 및 Ic형 초신성

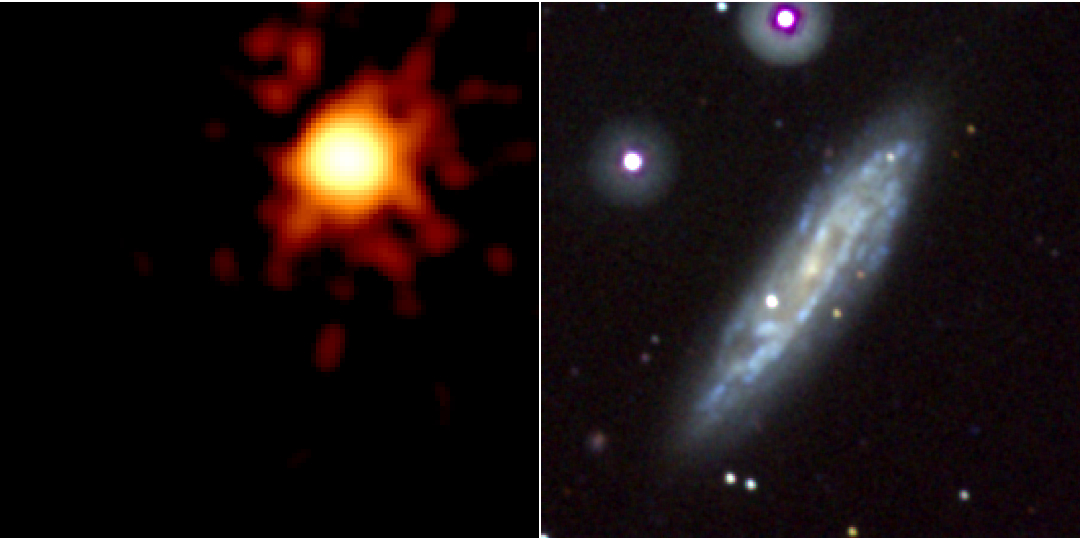
Ib형 초신성인 SN 2008D. 왼쪽은 엑스선 사진이고, 오른쪽은 가시광선 사진이다. 오른쪽 사진의 은하 오른쪽 위에 초신성이 있다.

이 초신성들은 II형과 마찬가지로 거대한 별이 중심핵 붕괴를 일으켜 형성된다. 하지만 강력한 항성풍 또는 동반성과의 상호작용 등으로 인해 외피층(수소)의 대부분을 상실하였기 때문에 Ib형 또는 Ic형 초신성이 된다. 이런 별들을 일컬어 울프-레이에별이라고 한다. 금속성이 보통 수준에서 높은 수준인 별이, 연속적인 항성풍에 의하여 매우 큰 손실률로 질량을 잃어갈 때 그것이 바로 울프-레이에별이다. 그런데 Ib형 또는 Ic형 초신성을 관측한 결과, 울프-레이에별의 관측 또는 예상 존재와 일치하지 않음이 밝혀졌고, 이 유형의 중심핵 붕괴 초신성에 대한 또다른 해석이 세워졌다. 쌍성계의 상호작용에 의해 초신성을 형성하는 별의 수소가 마멸되었다는 것이 그것이다. 이 해석은 관측된 초신성과 보다 잘 맞아떨어지지만, 적절한 쌍성계의 헬륨성이 발견된 바 없다는 단서를 달고 있다. 초신성 폭발은 중심핵 붕괴의 순간에 별이 완전히 짜부라들어 블랙홀이 되지 않을 만큼 질량이 많지 않은 한 언제든지 일어날 수 있기 때문에, 모든 거대한 별은 중심핵 붕괴가 일어나기 전에 충분한 질량을 잃었다면 초신성을 일으킬 수 있다.
Ib형 초신성은 Ic형 초신성보다 흔하며, 대기중에 아직 헬륨이 존재하는 WC형 울프-레이에별에서 일어난다. 좁은 질량 범위 내에서, 중심핵이 붕괴하기 전에 별이 좀더 진화하여 헬륨이 거의 남아있지 않은 WO형 울프-레이에별이 된다. WC형 울프-레이에별은 Ic형 초신성의 원형 별이다.
Ic형 초신성 중 몇 퍼센트는 감마선 폭발(GRB)와 관련이 있는데, 수소가 손실된 모든 Ib형 또는 Ic형 초신성은 폭발의 기하학적 구조에 따라 GRB를 일으킬 수 있다고 생각된다.

### 광도곡선

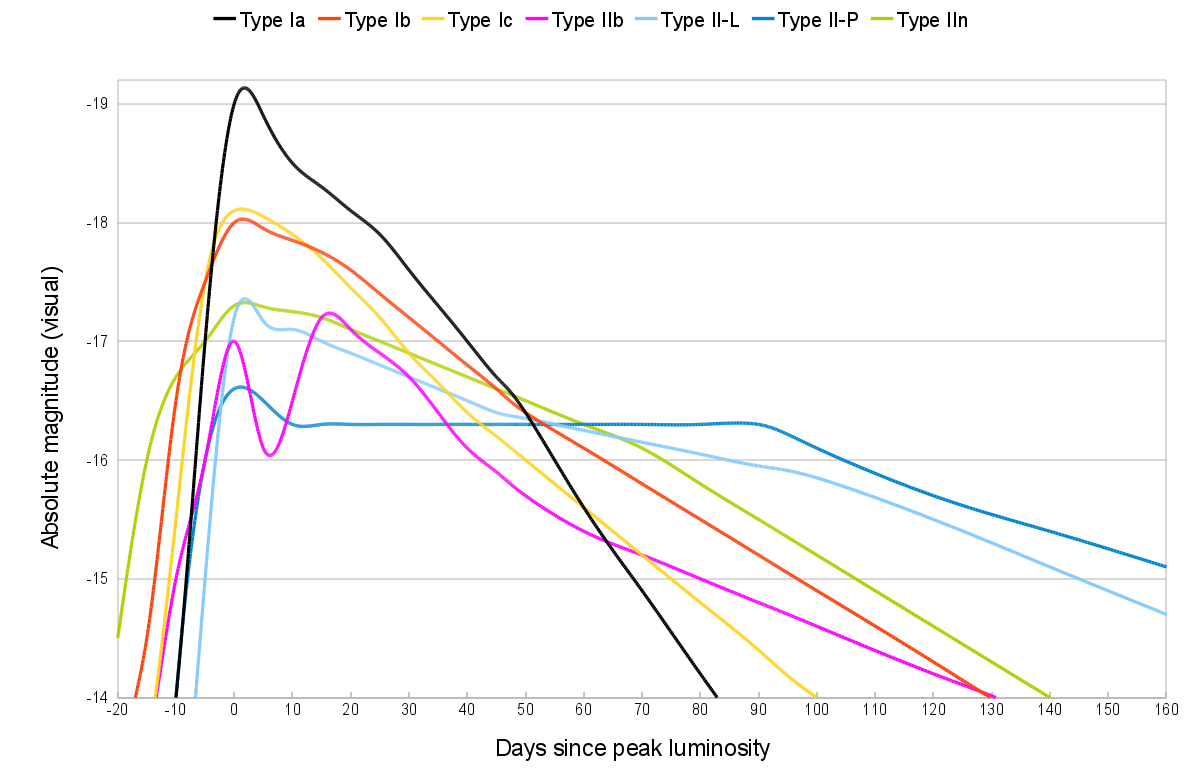
유형에 따른 초신성들의 상대적 광도곡선.
검은색은 Ia형, 빨간색은 Ib형, 노란색은 Ic형, 자주색은 IIb형, 하늘색은 II-L형, 파란색은 II-P형, 초록색은 IIn형이다.

초신성의 유형이 서로 다르면 광도곡선의 모양과 폭도 달라지며, 이것은 가시 복사선이 생성되는 폭발의 근본적 기작과 방출된 물질의 투명성에 의해 결정된다. 빛의 파장이 다르면 광도곡선도 전혀 다른 모양을 하게 된다. 예컨대 자외선 및 그보다 짧은 파장에서는 불과 수 초 동안 지속되는, 극도로 밝은 절정기가 존재한다. 이것은 최초의 폭발 때 충격파가 발생하는 것과 상응하며, 긴 파장의 빛으로는 감지하기가 무척 어려운 것이다.
Ia형 초신성의 광도곡선은 거의 균일하여, 일정한 최대 절대등급과 상대적으로 가파른 밝기 감소를 보인다. 에너지 방출은 니켈 56(반감기 6일)이 코발트 56(반감기 77일)으로 변하는 방사성 감쇠에 의한 것이다. 폭발로 인해 방출된 물질들에서 생성된 방사성 동위원소들은 주위 물질들을 들뜨게 하여 백열을 만들어낸다. 광구의 실질적 크기가 줄어들고 전자기 복사가 감소됨에 따라 광도곡선의 초기 양상은 가파른 감소세를 보인다. B대(B band; 전자기 스펙트럼에서 파장 1.2 ~ 0.6 미터인 전파대)에서 광도곡선은 계속 감소하는데, 약 40일이 지났을 때 가시 광도곡선에서는 작은 등성이 부분이 나타난다. 하지만 이것은 특정 전리중원소가 재결합하여 적외선 복사를 생성하고, 분출물들이 투명해지기 때문에 적외선 파장에서 일어나는 이차적 최댓값의 징후일 뿐이다. 가시광 광도곡선은 방사성 코발트(반감기가 보다 길며 곡선의 후기를 장악하는)의 감쇠율보다 감쇠율이 조금 더 커진 채로 계속 감소한다. 이것은 분출된 물질들이 보다 널리 퍼져서, 고에너지 복사를 가시광 복사로 전환시키는 능력이 떨어졌기 때문이다. 몇 개월이 더 지나면 남아있는 코발트 56의 양전자 방출이 두드러지면서 광도곡선의 감소율은 또다시 변화한다. 다만, 이 부분의 광도곡선에 대한 상세한 연구는 잘 이루어지지 않았다.
Ib형과 Ic형 초신성의 광도곡선은 기본적으로 Ia형과 비슷하지만 평균적인 최대 밝기가 Ia형보다 조금 낮다. 역시 가시광선 방출은 방사성 감쇠가 가시 복사로 전환됨으로 인한 것이지만, 이 유형의 초신성에서는 니켈 56의 질량이 훨씬 적다. 최대 밝기는 상당히 제각각이어, 가끔은 일반적인 것보다 몇 자릿수 단위로 더 밝거나 덜 밝은 Ib/c형 초신성도 있다. Ic형 초신성 중 가장 밝은 것을 극초신성이라 하며, 이것들은 최대 밝기가 큼과 함께 광도곡선의 너비도 넓은 경향이 있다. 추가적인 에너지원은 회전하는 블랙홀의 형성으로 인한 상대론적 제트로 생각되며, 이것으로 인해 감마선 폭발도 일어날 수 있다.
II형 초신성의 광도곡선은 밝기 감소가 하루당 0.05 등급으로, I형 초신성의 곡선보다 느리다는 점이 특징적이다. 이 값은 안정기 시기는 제외한 것이다. 수 개월 동안의 가시광 방출은 방사성 감쇠보다는 운동 에너지로, 그것은 주로 초거성 원형 별의 대기로부터 분출된 수소의 존재에 의한 것이다. 최초 폭발 때 이 수소가 뜨거워져 전리된다. 이 수소가 재결합하여 가시광선을 방출하고 보다 투명해짐으로 인해, 다수의 II형 초신성은 광도곡선에 오래 지속되는 안정기를 나타낸다. 그 뒤에는 방사성 감쇠를 통해 빛이 나는데, 수소를 통하여 빛으로 전환되는 효율로 인하여 I형 초신성보다 감소 속도가 느린 편이다.
II-L형 초신성은 그 원형 별의 대기중에 남은 수소가 상대적으로 적은 편이라서 안정기가 없다. II-L형 초신성의 수소는 스펙트럼상 검출될 만큼은 많지만, 빛 방출에서 눈에 띄는 안정기를 만들어낼 정도로 충분하지는 못하다. IIb형 초신성은 원형 별의 대기 중 수소가 너무 결손되어서(동반성에 의해 조석적으로 빨려나간 것으로 생각된다) 광도곡선이 I형 초신성의 그것에 가까우며, 심지어 몇 주가 지나면 스펙트럼상에서도 수소가 보이지 않게 된다.
IIn형 초신성은 별 주위 물질의 두터운 껍질로 인해 생성되는 좁은선이 특징적이다. IIn형 초신성의 광도곡선은 대체로 아주 넓게 늘어져 있으며, 가끔은 극도로 밝은 것이 있어 극초신성으로 불리기도 한다. 이 광도곡선은 분출물의 운동에너지가 주위 물질의 두터운 껍질과 상호작용하여 높은 효율로 전자기 복사로 전환되어 생성된 것이다. 이것은 그 물질이 충분히 두텁고 조밀할 때 일어나며, 그것은즉 물질 구름이 초신성이 폭발하기 불과 얼마 전에 원형 별에 의해 형성되었다는 것을 의미한다.
거리 측정용 촉광과 실험 모델을 생성하기 위하여 많은 수의 초신성들이 목록화되어 분류되었다. 평균적 특성은 거리와 모은하의 형태에 따라 다소의 차이가 존재하지만, 초신성의 유형에 따라 대략적으로 상술할 수 있다.
| 유형a         | 절정기의 평균 절대등급b | 근사적 에너지 (단위 포에)c | 밝기 절정에 이르는 일수 | 밝기 절정에서 10%선으로 떨어지는 일수 |
| ------------- | ----------------------- | -------------------------- | ----------------------- | ------------------------------------- |
| Ia형          | −19                     | 1                          | 근사하게 19             | 약 60                                 |
| 어두운 Ib/c형 | 약 −15                  | 0.1                        | 15 ~ 25                 | 불명                                  |
| Ib형          | 약 −17                  | 1                          | 15 ~ 25                 | 40 ~ 100                              |
| Ic형          | 약 −16                  | 1                          | 15 ~ 25                 | 40 ~ 100                              |
| 밝은 Ic형     | to −22                  | above 5                    | 대충 25                 | 대충 100                              |
| II-b형        | 약 −17                  | 1                          | 약 20                   | 약 100                                |
| II-L형        | 약 −17                  | 1                          | 약 13                   | 약 150                                |
| 어두운 II-P형 | 약 −14                  | 0.1                        | 대충 15                 | 불명                                  |
| II-P형        | 약 −16                  | 1                          | 약 15                   | 안정기 이후 50                        |
| IIn형d        | 약 −17                  | 1                          | 12 ~ 30 이상            | 50 ~ 150                              |
| 밝은 IIn형    | to −22                  | above 5                    | 50 초과                 | 100 초과                              |

비고:

a. ^  어두운 유형들은 별개의 하위유형일 가능성이 있다. 밝은 유형들은 조금만 더 밝으면 극초신성이 될 연장선에 있을 가능성이 있다.
b. ^  이 등급은 R대에서 측정된 것이다. V대 또는 B대를 측정한 것이 더 흔하며, 그 경우 초신성의 등급의 절반 정도 더 밝다.
c. ^  운동에너지의 자릿수(1 포에는 1044 줄이다). 전자기 복사 에너지의 총량은 보통 그보다 낮으며, (이론적인) 중성미자 에너지는 훨씬 높다.
d. ^  아마 여러 다른 그룹이 모여 있는, 성운 속에 그 어떤 유형이라도 파묻혀 있는 것일 수 있음.

### 비대칭성

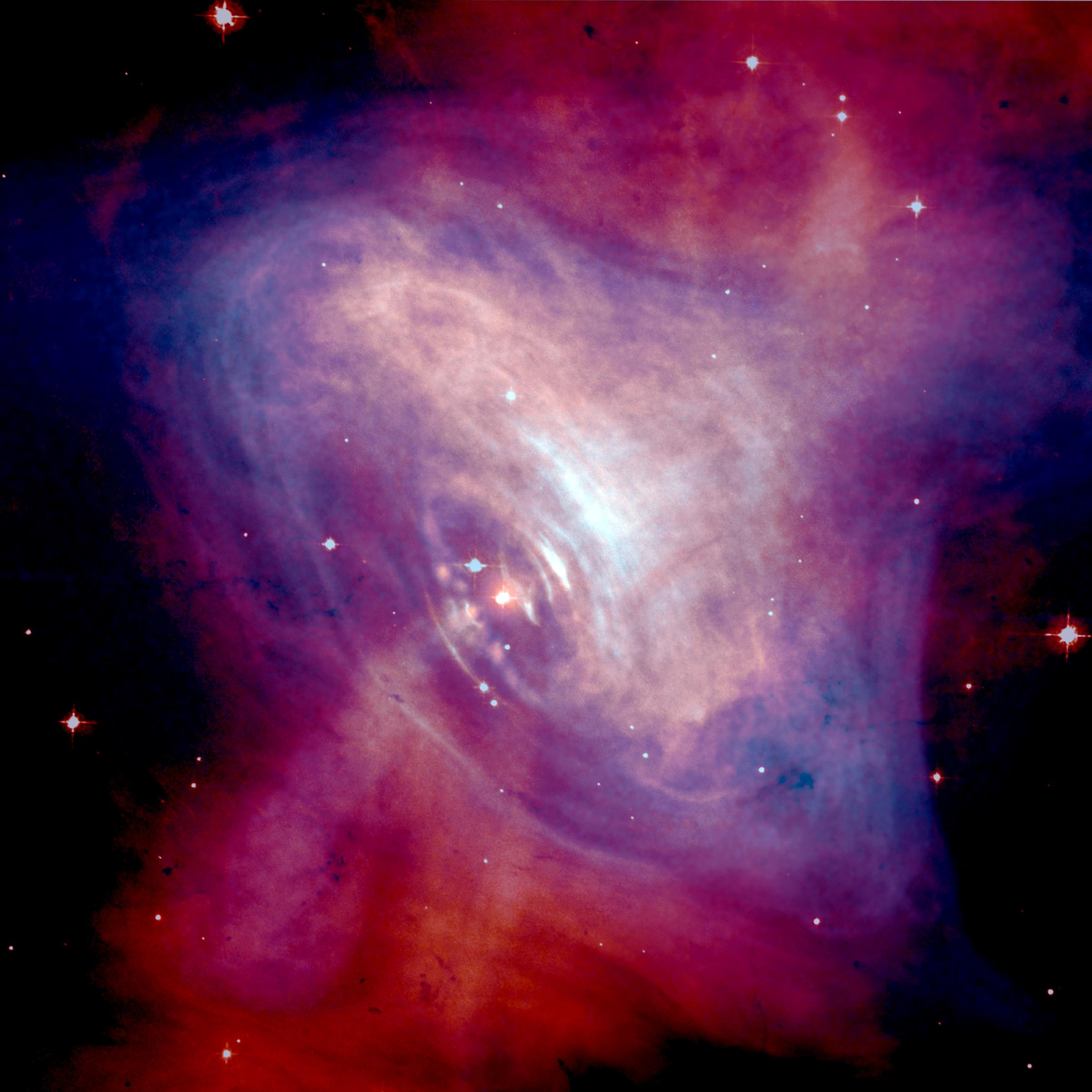
게 성운 속의 펄사는 성운에 대하여 초속 375 킬로미터의 상대속도로 움직이고 있다.

II형 초신성을 둘러싼 오래된 질문 하나는, 폭발 이후 남겨진 밀집성이 왜 매우 빠른 속도로 원래의 핵 위치에서 멀어지고 있냐는 것이다. (펄사를 비롯한 중성자별들은 높은 속도를 가짐이 관측되었다. 블랙홀 역시 그러할 것으로 짐작되지만, 따로 관측하기가 훨씬 어렵다) 1 태양질량 이상의 천체를 초속 500 킬로미터 이상의 속도로 가속시킬 정도기 때문에, 그 초기 추진력은 상당히 클 것이다. 이 변위의 크기는 폭발에 비대칭성이 존재함을 의미하지만, 그 운동량이 어떻게 밀집성으로 전달되는지 그 기작은 현재 수수께끼로 남아 있다. 제안된 해석으로는 별이 붕괴할 때의 대류, 중성자별이 형성될 때의 제트 생성 등이 있다.
우선 이 비대칭성을 설명하는 한 가지 해석은 핵 위에서 일어나는 대규모의 대류이다. 대류로 인해 장소별로 원소의 존재비의 불균형이 발생할 수 있으며, 그 결과 중심핵 붕괴 때 핵연소가 고르지 않게 일어나고, 폭발로 인해 튕겨나가게 된다는 것이다.
또다른 해석으로는, 중앙의 중성자별에 대한 가스 강착이 원반을 형성하여 그로 인해 지향성 제트(별 바깥으로 빠른 속도로 분출되는 물질)를 만들어내고, 그로 인하여 가로질러진 충격파가 별을 완전히 파괴한다는 것이 있다. 이 제트는 초신성 폭발을 일으키는 데도 결정적 역할을 할 가능성이 있다. (오래 지속되는 감마선 폭발을 설명하는 데도 유사한 이론이 현재 선호되고 있다)
폭발 초기의 비대칭성은 Ia 초신성에서는 관측을 통하여 확실히 입증되었다. 이 결과는 어쩌면 Ia형 초신성의 초기 밝기가 그 초신성을 보는 각도에 따라 달라질 수 있음을 의미할 수도 있다. 하지만 시간이 지남에 따라서 폭발은 점점 대칭적으로 변한다. 초기의 비대칭성은 방출되는 빛의 편광을 분석함으로써 찾아낼 수 있다.

### 에너지 방출

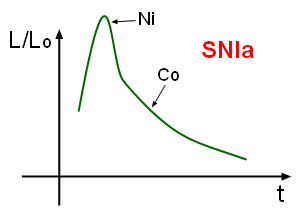
니켈 56과 코발트 56의 방사성 감쇠가 초신성의 가시 광도곡선을 만들어낸다.

초신성 하면 먼저 떠오르는 것은 매우 밝은, 눈에 보이는 사건이라는 것이지만, 초신성으로 인해 생성되는 전자기 복사는 폭발로 인한 부산물에 불과하다고 생각해도 될 정도이다. 특히 중심핵 붕괴 초신성의 경우, 방출되는 전자기 복사는 전체 에너지 중 아주 적은 부분을 차지할 뿐이다.

### 원형 별
초신성의 유형 분류는 폭발 당시 원형 별(Progenitor star)의 상태와 밀접한 관련이 있다. 각각의 초신성 유형의 발생은 금속성에 의해, 더 나아가서는 속해 있는 은하의 나이에 의해 결정된다.
Ia형 초신성은 쌍성계의 백색 왜성에서 일어나며, 모든 형태의 은하에서 발생한다. 중심핵 붕괴 초신성은 수명이 짧은 거대한 별에서 일어나기에, 항성 형성이 현재 일어나거나 또는 최근에 일어난 은하에서 발생한다. 이 초신성은 Sc 나선 은하에서 가장 흔하게 발견되나, 다른 나선 은하의 나선팔에서도 발견되며, 불규칙 은하, 특히 폭발적 항성생성 은하에서도 발견된다.
Ib형과 Ic형 및 II-L형 초신성, 그리고 (아마) IIn형 초신성의 대부분은 태양과 비슷한 수준의 금속성을 가진 별에서 일어나, 거대한 별에서 막대한 질량 손실을 일으킨다. 때문에 이 초신성들은 나이가 많고 멀리 떨어진 은하에서는 덜 흔하게 발생할 것이다. 이하 표는 중심핵 붕괴 초신성의 유형 중 주요한 것들의 추측되는 원형 별과, 또 우리 주변에서 각각의 근사적 비율을 정리한 것이다.
| 초신성 유형 | 원형 별                                                         | 비율   |
| ----------- | --------------------------------------------------------------- | ------ |
| Ib          | WC 울프-레이에별                                                | 10%    |
| Ic          | WO 울프-레이에별                                                | 10%    |
| II-P        | 초거성                                                          | 70%    |
| II-L        | 수소 외피가 감손된 초거성                                       | 10%    |
| IIn         | 분출된 물질로 이루어진 구름 속의 초거성(예컨대 밝은 청색변광성) | 드물다 |
| IIb         | 수소 외피가 심하게 감손된(동반성에 의해 벗겨진?) 초거성         | 드물다 |

## 초신성으로 인한 항성간 영향

### 중원소의 원천으로서의 초신성
초신성은 산소보다 무거운 화학 원소의 주요한 원천이다. 이러한 무거운 원소들은 핵융합(철 56과 그보다 가벼운 원소들) 및 초신성 폭발시의 핵합성(철보다 무거운 원소)을 통하여 생성된다. 이론의 여지가 없는 것은 아니지만, 초신성은 R-과정이 일어나는 후보로 거론된다. R-과정이란 온도와 중성자 밀도가 극도로 높은 상황 하에서 일어나는 신속한 핵합성 과정이다. 이 반응의 결과, 중성자가 많은, 매우 불안정한 원자핵이 생산된다. 이 원자핵은 매우 불안정하기 때문에 빠르게 베타 붕괴를 일으켜 보다 안정적인 형태로 변하게 된다.
R-과정 반응은 II형 초신성에서 일어나는 것 같으며, 이로 인해 철보다 무거운 모든 원소 중 절반 가량을 생산해 내는데, 그 중 플루토늄·우라늄 등도 포함되어 있다. R-과정을 제외하고 철보다 무거운 원소를 생산해낼 만한 주요한 과정은 S-과정이 있다. S-과정은 거대한 늙은 별인 적색 거성에서 주로 일어나며, R-과정보다 천천히 일어난다. 또한 납보다 무거운 원소는 생산하지 못한다.

### 항성 진화에 있어서의 초신성의 역할
초신성 폭발의 잔해는 밀집성과, 급속도로 확산되는 물질의 충격파로 이루어져 있다. 이 물질의 구름은 자유 팽창하면서 주위의 성간 매질을 휩쓸고, 이것은 2세기 정도까지 지속된다. 그 뒤 단열 팽창 기간을 지나, 약 10,000년에 걸쳐 서서히 식어가면서 주위 성간 매질과 섞여간다.

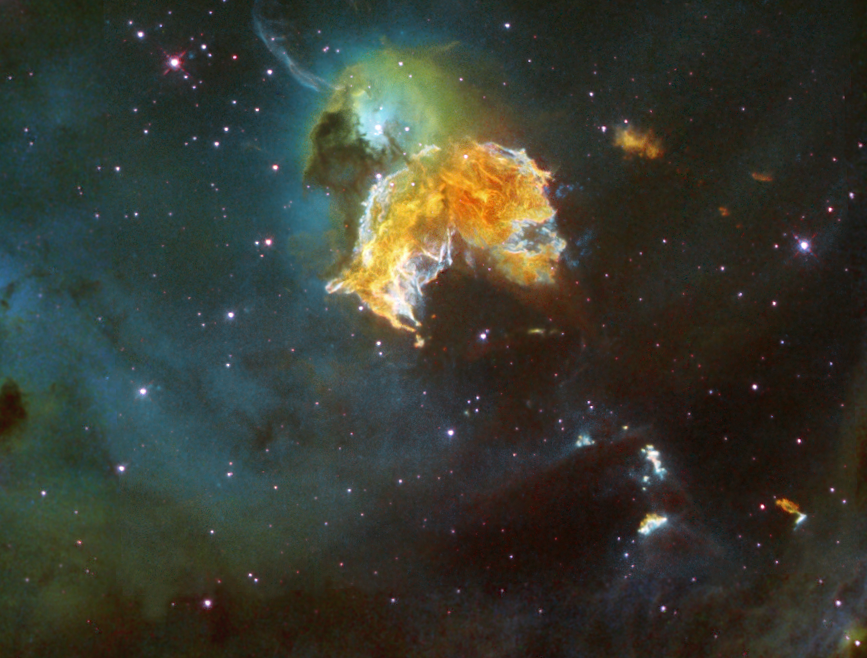
대마젤란 은하의 덩어리진 가스와 먼지 사이로 초신성 잔해 N 63A가 보인다.

빅뱅이 일어났을 때는 수소와 헬륨, 리튬만 생성되었을 뿐, 다른 모든 무거운 원소들은 항성과 초신성 속에서 합성된 것이다. 초신성은 주위 성간 매질에 수소와 헬륨에 비해 금속성 원소의 함량을 높이는 경향이 있다. 초신성에서 성간 매질로 주입된 원소들은 궁극적으로 항성 형성의 현장인 분자 구름을 풍부하게 만든다. 이와 같이, 항성들은 각각 세대에 따라 조성이 조금씩 달라진다. 거의 순수한 수소와 헬륨의 혼합체에서 점점 금속이 늘어나는 것이다. 초신성은 이렇게 항성 내부에서 핵융합을 통해 생성된 중원소를 분배하는 지배적인 메커니즘이다. 항성을 형성하는 물질 속의 원소 존재비의 차이는 항성의 일생에 중요한 영향을 미치며, 주위를 공전하는 행성이 존재할 가능성에 역시 결정적인 영향을 미친다.
또한 팽창하는 초신성 잔해의 운동 에너지가 근처 우주 공간의 짙은 분자 구름을 압축시켜 항성의 형성의 방아쇠를 당기는 역할을 할 수도 있다. 하지만 분자 구름이 초신성 잔해의 과도한 에너지를 상쇄시키지 못할 경우에는 오히려 난류 압력의 증가가 항성의 형성을 방해할 수도 있다.
수명이 짧은 방사성 동위원소에서 생산된 딸핵종의 흔적은 약 4백 5십억 년 전에 가까운 초신성이 태양계의 물질 구성을 결정하는 데 영향을 끼쳤음을 알 수 있게 해 주며, 어쩌면 그 초신성이 태양계의 형성 자체를 시작하게 한 방아쇠 역할을 했을 수도 있다. 천문학적 시간을 거치며 초신성으로 인해 생성된 중원소가 지구의 생명체의 화학적 성질을 궁극적으로 결정지었을 가능성 역시 존재한다.

### 지구에 미치는 초신성의 영향
근지구 초신성(近地球超新星, near-Earth supernova)이란 생물권에 눈에 띄는 영향을 미칠 수 있을 정도로 지구에 가까운 초신성을 말한다. 초신성의 유형과 에너지에 따라, 약 3000 광년 거리까지도 근지구 초신성이라고 판단할 수 있다. 초신성의 감마선은 지구 대기 상층에서 화학 반응을 유발하여 질소 분자를 산화질소로 변형시킬 것이다. 그리하여 오존층이 감손되고 해로운 태양 방사선과 우주 방사선이 지구 표면까지 도달하게 될 것이다. 근지구 초신성 폭발로 인한 오존층 감손은 지구의 해양 생물의 약 60%를 죽음에 이르게 한 오르도비스기-실루리아기 대멸종의 원인으로 추측되고 있다.
1996년에는 지층 속에 남은 금속 동위원소의 형태로 지구에서 과거 초신성의 흔적을 찾을 수 있다는 이론이 제시되었다. 후에 태평양의 심해저 암석에 철 60이 풍부하다는 것이 보고되었다. 2009년에는 남극의 얼음층 속에서 높은 수준의 질산 이온이 발견되었으며, 이것은 1006년과 1054년의 초신성과 시기가 매우 비슷하다. 초신성의 감마선이 산화질소의 양을 늘렸고, 그것이 얼음 속에 갇히게 된 것일 가능성이 있다.
실제로 근지구 초신성이 폭발한다면, Ia형 초신성이 가장 위험할 가능성이 있다고 생각된다. 왜냐하면 Ia형 초신성은 어둡지만 흔한 백색 왜성에서 형성되며, 이것은즉 Ia형 근지구 초신성은 충분히 연구되지 못한 항성계에서 예측할 수 없게 발생할 수 있다는 것을 의미한다. Ia형 초신성이 지구에 영향을 끼치기 위해서는 1천 파섹(3300 광년)보다 가까워야 한다는 이론이 제기되어 있다. 현재까지 알려진 가장 가까운 후보는 페가수스자리 IK이다(이하 내용 참조). 최근에는 II형 초신성이 8 파섹(26 광년)보다 가까우면 지구의 오존층의 절반이 파괴된다고 추산된 바 있다.

## 우리 은하의 초신성 후보

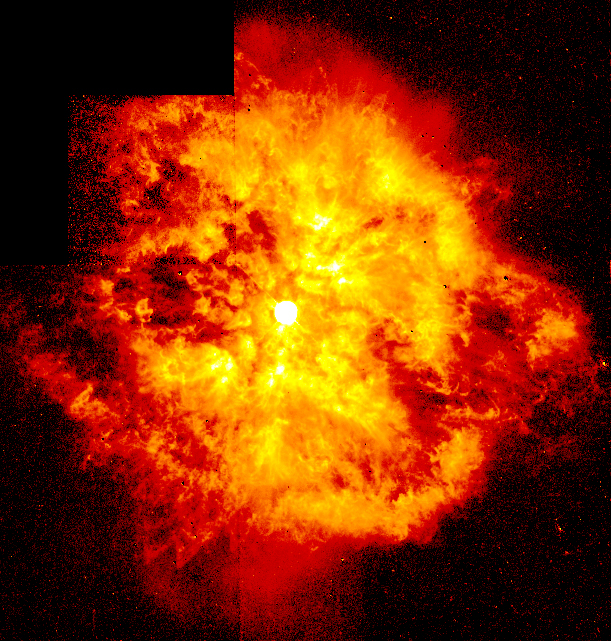
약 21,000 광년 거리 떨어져 있는 울프-레이에별 WR124 주위로 형성된 울프-레이에 성운.

우리 은하의 거대한 별 여럿이 이후 1백만 년 이내에 초신성 폭발을 일으킬 후보로 추측되고 있다. 대표적인 것으로 카시오페이아자리 로, 용골자리 에타, 뱀주인자리 RS, 전갈자리 U, 큰개자리 VY, 베텔게우스, 안타레스, 스피카 등이 있다. 또한 돛자리 감마, WR 104, 그리고 다섯쌍둥이 성단의 별들과 같은 울프-레이에별 역시 "근미래"에 초신성 폭발을 일으킬 전조가 보이는 별로 판단되고 있다.
지구에서 가장 가까운 초신성 후보는 페가수스자리 IK(HR 8210)로, 약 150 광년 떨어진 거리에 위치하고 있다. 이 별은 백색왜성과 주계열성이 3천 1백만 킬로미터의 가까운 거리를 두고 서로 공전하는 쌍성계를 이루고 있다. 백색 왜성의 질량은 태양의 1.15 배 정도인 것으로 추산된다. 이 쌍성계의 백색왜성이 Ia형 초신성이 될 만큼의 질량을 누적하는 데는 수백만 년이 걸릴 것으로 추측되고 있다.

## 같이 보기
- 가속하는 우주
- 하이퍼노바
- 근지구 초신성
- 초신성 핵합성
- 극초신성
- 백색왜성, 중성자별, 초신성의 관측 역사
- NGC 3690 - 가장 많은 초신성을 낸 은하이다.